# Tinodes dependens
Tinodes dependens är en nattsländeart som beskrevs av Georg Ulmer 1951. Tinodes dependens ingår i släktet Tinodes och familjen tunnelnattsländor. Inga underarter finns listade i Catalogue of Life.